# Comadia intrusa
Comadia intrusa is een vlinder uit de familie van de houtboorders (Cossidae). De wetenschappelijke naam van de soort is voor het eerst geldig gepubliceerd in 1923 door Barnes & Benjamin.